# Großsteingrab Drosa

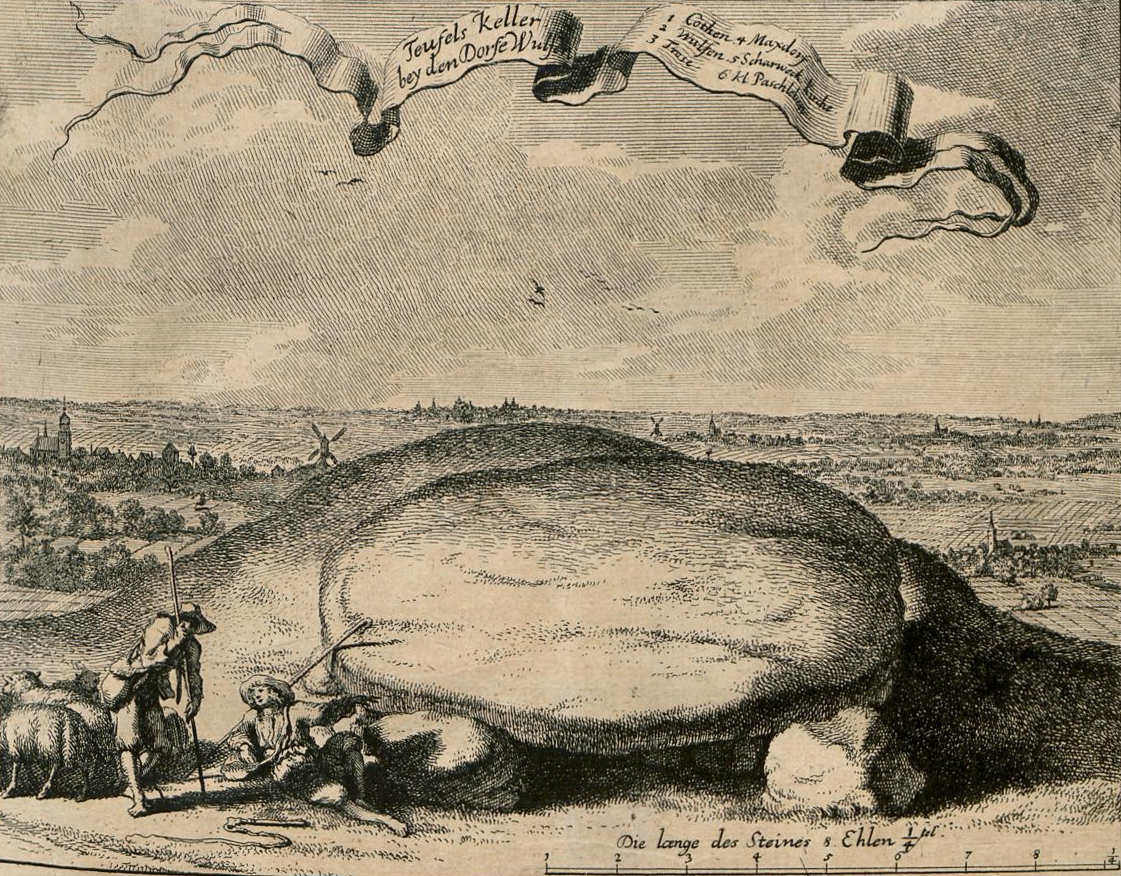
Das Großsteingrab Drosa in der Historie Des Fürstenthums Anhalt (1710)

Das Großsteingrab Drosa (auch „Teufelskeller“ genannt) ist ein Großsteingrab der späten Jungsteinzeit (Spätneolithikum) am Ortsrand von Drosa, einem Ortsteil der Einheitsgemeinde Osternienburger Land, Landkreis Anhalt-Bitterfeld in Sachsen-Anhalt.

## Lage
Das Grab befindet sich nördlich von Drosa in einem Feld. Es ist vom Diebziger Weg aus über einen Fußweg erreichbar.
In der Umgebung gibt es noch weitere Großsteingräber. So befindet sich 1,7 km südöstlich das Großsteingrab Wulfen, 5,8 km südwestlich das Großsteingrab Steinerne Hütte bei Latdorf, 6,3 km westlich das Großsteingrab Bierberg bei Gerbitz und 8,1 km westlich das Großsteingrab Heringsberg bei Grimschleben.

## Forschungsgeschichte
Ursprünglich gab es in Drosa mindestens vier Großsteingräber, ein Flurname deutet auf ein fünftes hin. Bereits um 1700 wurde die Megalithanlage freigelegt und bekam den Namen „Teufelskeller“. Im Zuge der Flurbereinigung wurde 1903 mit der Abtragung des Grabes begonnen. Im Frühjahr 1904 wurden die noch beachtlichen Reste der einstigen Hügelschüttung (70 Wagenladungen) beseitigt. Vom 13. bis 26. April 1904 fand schließlich eine Ausgrabung des Köthener Geschichtsvereins unter Leitung von Otto Gorges statt.

## Beschreibung

### Architektur

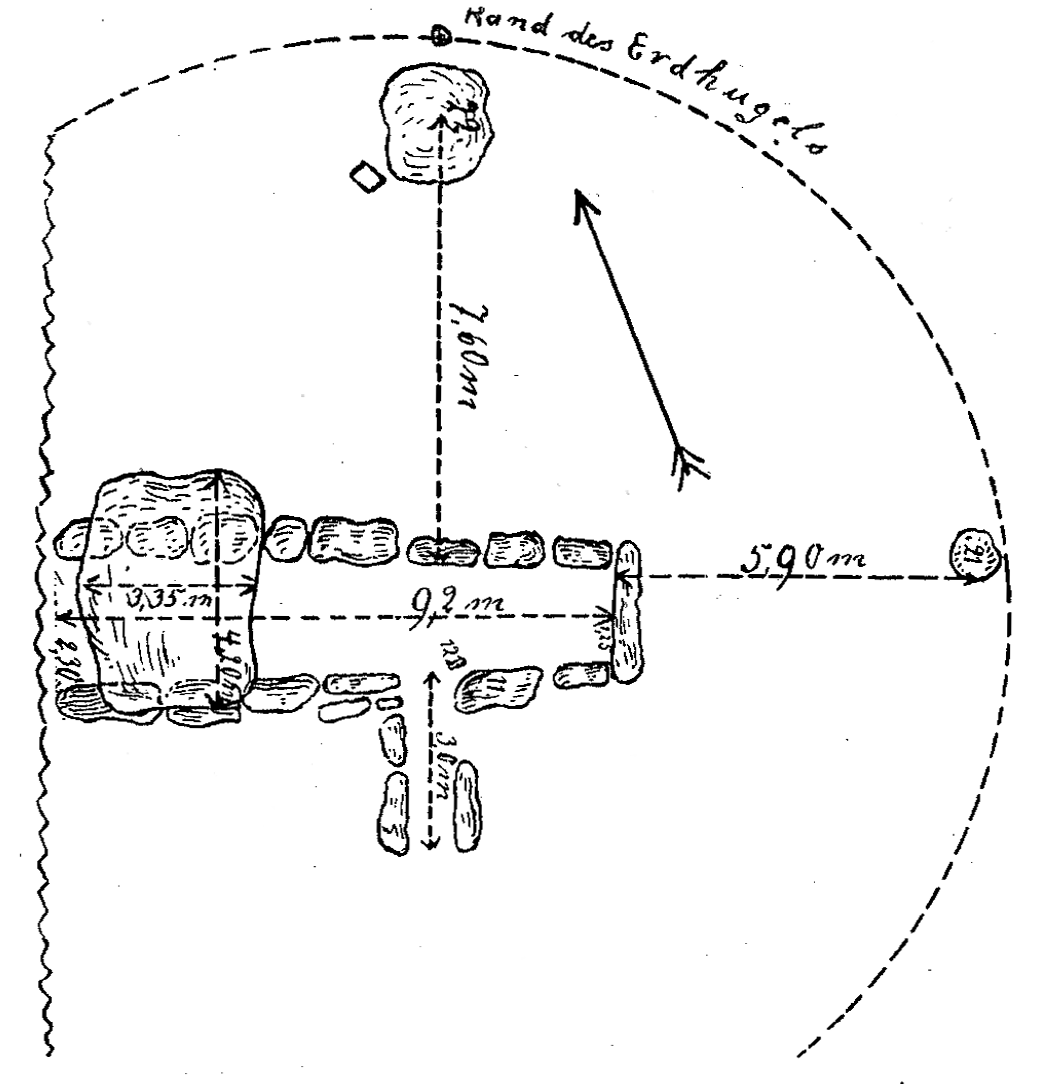
Grundriss des Grabes nach Gorges und Seelmann

Das Großsteingrab stammt aus der jungsteinzeitlichen Walternienburg-Bernburger Kultur. Heute sind nur noch sechs Tragsteine und ein Deckstein erhalten. Das Grab besaß ursprünglich eine Hügelschüttung, die etwa 30 cm unter der Sohle der Wandsteine begann und in Nord-Süd-Richtung eine Ausdehnung von 19–20 m besaß. In der Umgebung des Grabes wurden noch zwei größere Granitblöcke entdeckt, die wohl zur steinernen Umfassung gehörten. Der erste hatte eine Höhe von etwa 1 m, der zweite eine Höhe von mindestens 2 m und eine Breite von über 1 m.
Die Grabkammer ist ostsüdost-westnordwestlich orientiert und trapezförmig. Sie hat eine ursprüngliche Länge von mindestens 9,2 m. Ihre Breite betrug an der westnordwestlichen Schmalseite 2,30 m und an der ostsüdöstlichen Schmalseite 1,25 m. 1904 waren noch 15 Wandsteine aus Granit mit Höhen zwischen 1,5 und 2 m vorhanden, der westnordwestliche Abschluss fehlte hingegen bereits im frühen 18. Jahrhundert. Decksteine waren nur noch zwei an den Enden der Grabkammer vorhanden. Der kleinere am Ostsüdost-Ende wurde 1904 zerstört. Der größere am Westnordwest-Ende existiert noch. Er hat eine Länge von 4,20 m, eine Breite von 3,33 m und eine Dicke von 0,75 m. An der südsüdwestlichen Langseite führte ein 3 m langer Lang im rechten Winkel ins Innere der Grabkammer. Er hatte eine Breite von 0,9 m, seine drei 1904 noch erhaltenen Wandsteine hatten Höhen von knapp 1,5 m. Die Lücken zwischen den Wandsteinen waren mit kleineren Steinen ausgefüllt. Zudem wurde bei der Ausgrabung 1904 als äußere Verkleidung der Kammer eine Lehmschicht festgestellt, die stellenweise noch bis zu einer Höhe von 1 m erhalten war. Gang und Kammer wiesen ein zweischichtiges Pflaster auf, dessen obere Schicht aus Kies und dessen untere Schicht aus dünnen Kalksteinplatten bestand. Am Übergang zwischen Gang und Kammer bildete ein senkrecht in den Boden eingelassener 0,5 m hoher Stein eine Schwelle. An dieser Stelle scheint sich ursprünglich ein Verschluss befunden zu haben (O. Gorges vermutete eine hölzerne Tür). Hierauf deuten eine aufrecht stehende Kalksteinplatte und eine etwa 0,2 m breite Lücke zwischen den gegenüberliegenden Gangsteinen hin.
Etwa 1 m von einem der Umfassungssteine entfernt wurde eine kleine Steinkiste aus Sandstein entdeckt. Sie besteht aus einer Deckplatte mit einer Länge von 0,7 m, einer Breite von 0,64 m und einer Dicke von 0,06 m sowie einer Boden- und vier Wandplatten. Die Zwischenräume zwischen den Platten waren mit kleinen Steinen aufgefüllt. Außer Erde wurde im Inneren der Kiste nichts gefunden.

### Funde

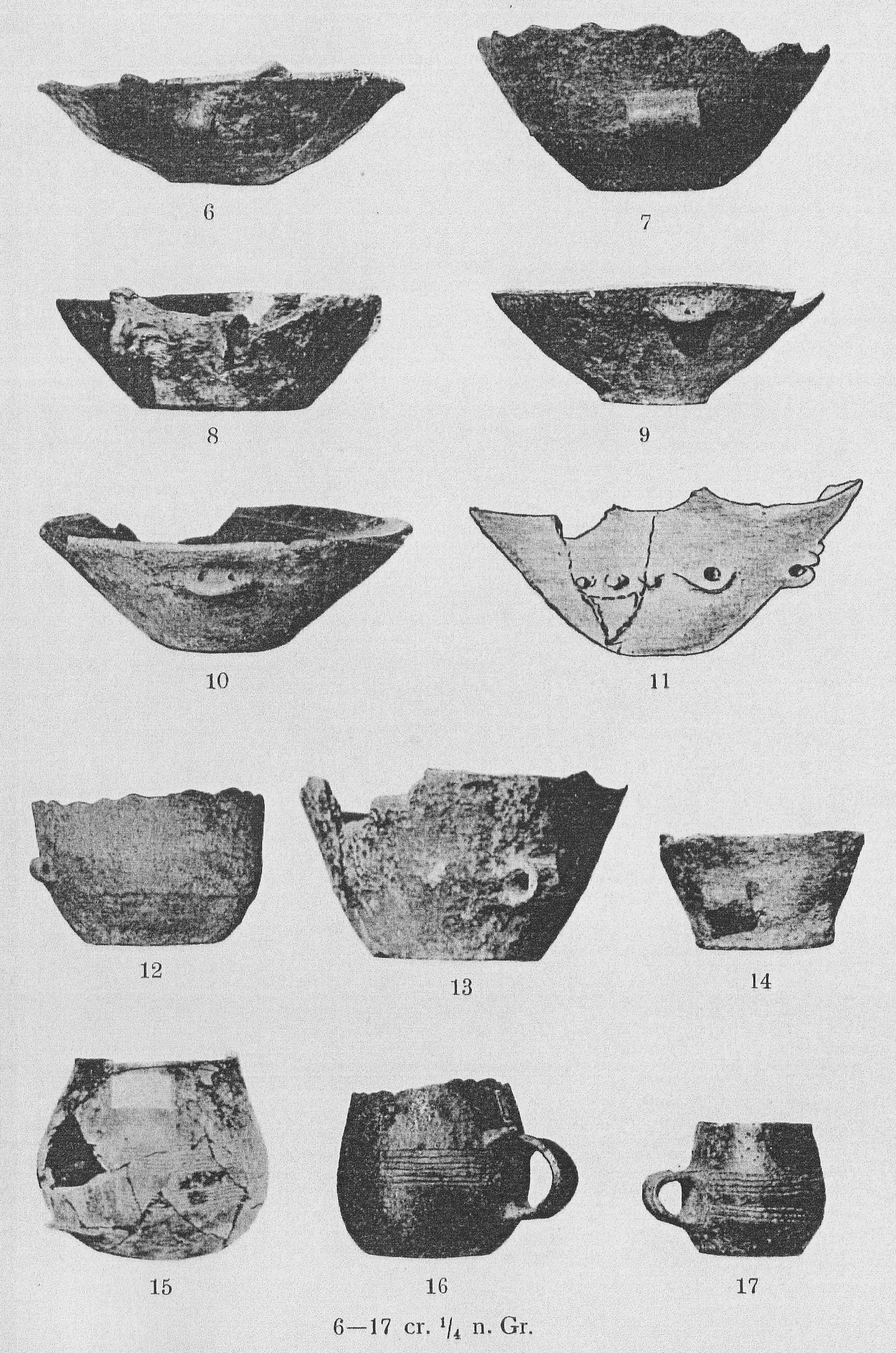
Funde aus dem Grab

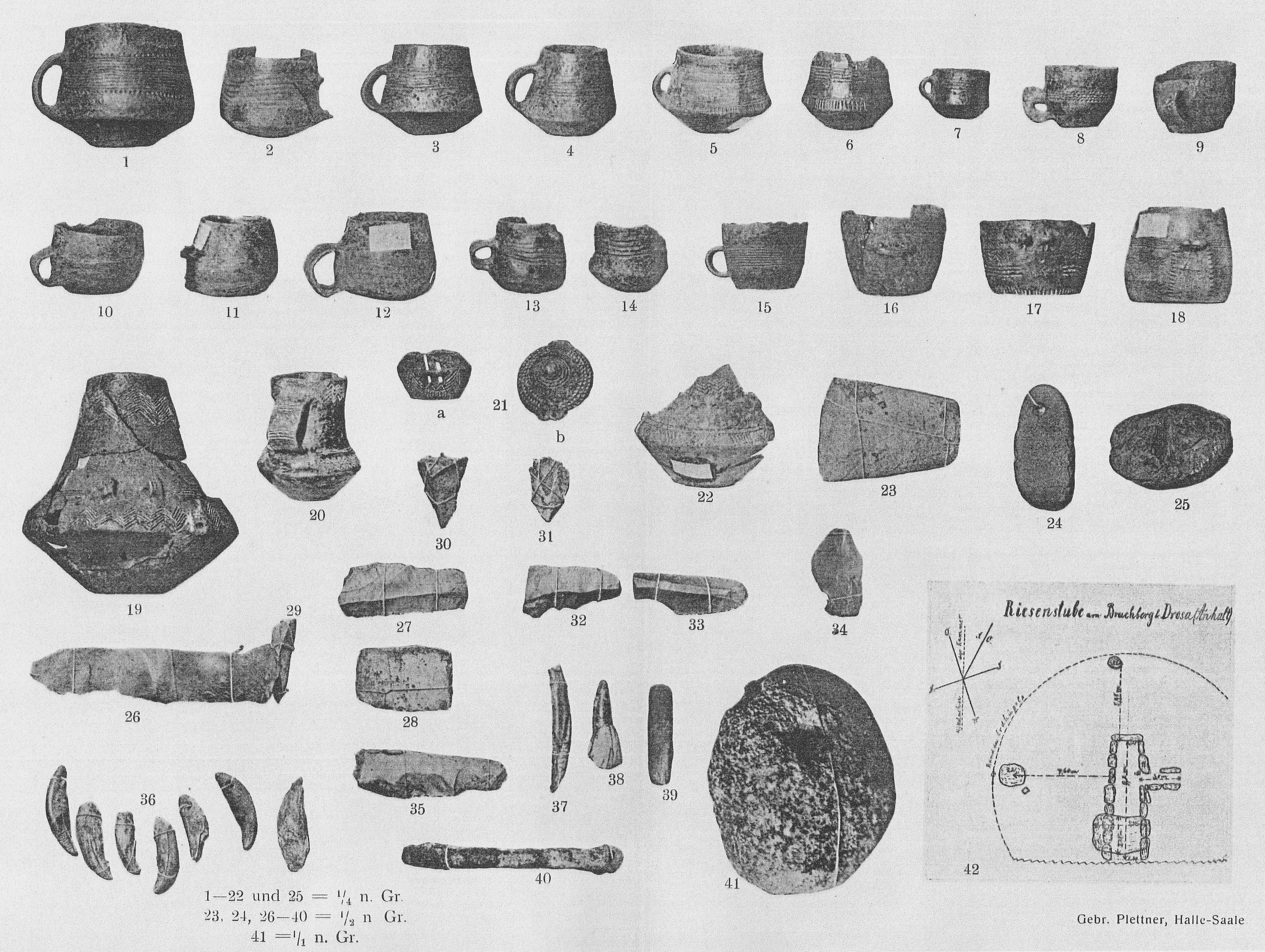
Funde aus dem Grab

Im Gang wurden nur relativ wenige Funde angetroffen. Es handelte sich um verstreut liegende Steine und Keramikscherben sowie einige wenige Feuersteinstücke und zwei nur leicht beschädigte Keramikgefäße.
Bei der Untersuchung der Kammer wurden zwei Bestattungsschichten festgestellt, die sich durch die Keramik-Beigaben der Bernburger Kultur und der Walternienburger Kultur zuordnen lassen, allerdings ist das genaue Verhältnis der beiden Kulturen zueinander innerhalb des Grabes nicht mehr zu ermitteln. Insgesamt wurde eine Häufung des Fundmaterials an den Wänden festgestellt. Der Mittelteil der Kammer blieb auffällig fundleer. Da an dieser Stelle bereits seit langem ein Deckstein fehlte, könnte dies auf Raubgrabungen zurückzuführen sein.
Die Knochen der Bestatteten waren stark fragmentiert. Lediglich an einem Skelett konnte die Ausrichtung der Toten festgestellt werden. Dieses lag in Hockerstellung längs zur Kammer auf der rechten Seite mit dem Kopf nach Nordosten. Ihm waren vier Gefäße beigegeben worden: Eine Schale vor dem Mund und drei kleine Tassen vor der Brust.
Die Gesamtzahl der in der Kammer gefundenen Gefäße beträgt etwa 35; hinzu kommen zahlreiche Scherben, die sich nicht mehr zu Gefäßen rekonstruieren ließen. Bei sechs Gefäßen handelt es sich um flache, unverzierte Schalen mit Henkeln bzw. Ösen oder Doppelösen. Ihre Höhe schwankt zwischen 7 und 10 cm. Bei den restlichen Gefäßen handelt es sich meist um Tassen, die mit Linien, Punkten, Zickzack- und Fischgrätenmustern verziert waren. Ihre Höhe beträgt zwischen 4 und 7 cm, nur zwei Tassen heben sich durch eine deutlich größere Höhe ab. Weiterhin kommen noch Näpfe und Becher vor. Neben der Keramik wurden nur relativ wenige weitere Beigaben gefunden. Dies waren ein nur 6 cm langes Steinbeil, eine Säge und mehrere Pfeilspitzen aus Feuerstein, einige Feuerstein-Abschläge, eine 5,5 cm lange durchbohrte Schieferplatte, ein durchbohrter Knochen und ein Biberzahn, weiterhin mehrere als Schmuck getragene durchbohrte Tierzahne (Hund, Pferd oder Hirsch sowie ein unbestimmter), ein großer runder Stein mit zwei Einbuchtungen (vielleicht ein Wetzstein) sowie ein hohler Vogelknochen, der von einer Schicht aus Erde und Grünspan überzogen war, die bei der Bergung abbröckelte.
Auch außerhalb der Kammer wurden Funde gemacht. Vor dem Gang wurden in einer Tiefe von 0,5 m bzw. 0,5 m über der Sohle der Hügelschüttung mehrere Sandsteinplatten entdeckt, neben denen in einer Ascheschicht Tierknochen lagen. Am südöstlichen Rand der Hügelschüttung wurden ebenfalls in 0,5 m Tiefe weitere Tierknochen sowie grobe, dicke, unverzierte Keramikscherben gefunden. Nur wenig weiter lagen ein Hornzapfen eines Rindes und weitere Knochen. Dicht über dem gewachsenen Boden lagen weitere Keramikscherben und Feuersteinknollen. 0,75 m oberhalb der Sohle der Hügelschüttung wurden am südöstlichen Ende des Grabes zahlreiche weitere Knochen (darunter ein Schweine-Unterkiefer und Rinderzähne), Keramikscherben und Feuersteine gefunden.
Direkt unter der kleinen Steinkiste wurden Holzkohle und kleine Feuerstein-Stücke gefunden, neben ihr außerdem Tierknochen und -zähne, Keramikscherben und ein Schaber aus Feuerstein. Es handelt sich um das einzige Feuersteingerät, das außerhalb der Grabkammer gefunden wurde. Der Schaber hat eine Länge von 7,0 cm, eine Höhe von 1,5 cm und eine Breite von 1,25 cm. Sein vorderes Ende ist zugespitzt.
Etwas unklar ist die Beziehung einiger Keramikgefäße zum Grab, die von den Ausgräbern dem "Rössener Typus" zugeordnet wurden. Einige wurden bereits vor Ausgrabungsbeginn geborgen, bei der Grabung selbst wurden lediglich zwei zerscherbte Gefäße nahe der Mündung des Gangs in die Kammer gefunden. Es handelt sich hierbei nicht um Gefäße der Rössener Kultur, da diese lange vor den mitteldeutschen Großsteingräbern und der Bernburger Kultur anzusetzen ist.
Alle während der Grabung geborgenen Funde wurden zunächst ins Köthener Rathaus verbracht und befinden sich heute im Historischen Museum für Mittelanhalt in Köthen. Nach der archäologischen Untersuchung wurde im Grab noch eine durchbohrte Koralle gefunden, die aber nicht der Sammlung übereignet wurde, sondern in Privatbesitz verblieb.

## Das Grab in regionalen Sagen
Um das Grab ranken sich mehrere Sagen. Die ausführlichste Sage berichtet, dass sich bei Wulfen einst ein großer Wald befunden hatte, in dem böse Geister hausten. Der Wald erstreckte sich auch über den Standort des Großsteingrabs und in diesem hauste der Teufel persönlich; daher stammt der Name „Teufelskeller“. In dem Wald wohnte auch ein junger Köhler mit seiner Mutter. Obwohl anfangs fleißig, vernachlässigte der Köhler seine Arbeit immer mehr und ging lieger auf die Jagd. Da seine Mutter ihm deswegen immer wieder Vorhaltungen machte, behandelte er sie immer schlechter und erschlug sie eines Tages im Zorn. Der Teufel, der schon länger ein Auge auf den Köhler geworfen hatte, trat ihm kurz darauf in Gestalt eines alten Jägers entgegen, errang sein Vertrauen und begleitete ihn auf seinen Jagden. Nach einiger Zeit redete er dem Köhler ein, er könne ein weitaus besseres Leben führen. Er gab sich nun als Teufel zu erkennen und machte dem Köhler den Vorschlag, er könne für 20 Jahre in Reichtum leben, wenn er sich ihm mit Leib und Seele verschreiben würde. Der Köhler willigte ein, da er glaubte, dass er wegen des Totschlags an seiner Mutter ohnehin dem Teufel überantwortet werden würde. Der Teufel führte ihn nun in einen anderen Teil des Wald. Dort stand ein prächtiges Schloss, in dem der Köhler nun residieren konnte. Auch stellte der Teufel ihm eine große Dienerschaft zur Verfügung. Als die versprochenen 20 Jahre fast herum waren, erschien der Teufel dem Köhler erneut und wies ihn auf die bevorstehende Höllenfahrt hin. Da wurde der Köhler von großem Schrecken erfasst, irrte durch den Wald und sank schließlich an dessen Rand an den Stufen einer Kapelle nieder. Dort fand ihn ein Priester, nahm ihm die Beichte ab und versöhnte ihn mit Gott. Im Gebet kam dem Priester die Erleuchtung, dass der Körper des Köhlers zwar dem Teufel verfallen sei, dass seine Seele aber gerettet werden könne. Diese solle in Gestalt eines Stieres auf Erden wandeln und von einem Hirten gehütet werden, bis dieser die dafür erhaltene Gabe undankbar zurückweisen würde. Pünktlich zum Ablauf der 20 Jahre erschien nun den Teufel und riss den Köhler in Stücke. Doch am nächsten Morgen tauchte in der Nähe des Teufelskellers ein Stier auf und gesellte sich zu seiner weidenden Herde. Der Hirte ließ ihn mit seinen Kühnen grasen und fand am Mittag auf dem Deckstein des Teufelskellers Speisen und einen Silbertaler. Am Abend war der Stier verschwunden, tauchte am nächsten Morgen aber wieder auf. Mittags fand der Hirte erneut Speisen und einen Taler auf dem Grab vor. Das wiederholte sich nun jeden Tag. Außer seiner Frau und seinen Söhnen weihte er niemanden in die Sache ein. So gelangte die Familie im Laufe der Zeit allmählich zu Reichtum, bis eines Tages ein Enkel des Hirten mutwillig die Speiseschüssel beschmutzte. Von da an blieb der Stier verschwunden und auch die Speisen und Taler blieben aus.
Nach einer anderen Sage solle eine Riesenjungfrau den großen Deckstein des Grabes aus ihrem Pantoffel geschleudert haben, nachdem er ihr beim Überschreiten eines Felsens darin hängen geblieben und später lästig geworden war.
Eine dritte Sage berichtet, dass das Großsteingrab das Grabmal des römischen Feldherrn Drusus sei, der im Jahr 9 v. Chr. die Elbe erreichte und auf dem Rückweg starb. Der Ort Drosa soll nach ihm benannt worden sein.